# Steve Biko
Stephen Bantu "Steve" Biko, född 18 december 1946 i King William's Town i Kapprovinsen, död 12 september 1977 i Pretoria i Transvaal, var en sydafrikansk icke-våldsaktivist och apartheidmotståndare. Hans död 1977 var en avgörande punkt i kampen mot apartheid, då det bidrog till att slutgiltigt vända opinionen mot den sydafrikanska regeringen.

## Biografi
Steve Biko var son till en statsanställd kontorist och född i King Willams Town, en liten stad i sydöstra Sydafrika cirka 20 mil nordost om Port Elisabeth, 80 mil öster om Kapstaden och 80 mil söder om Pretoria. 1963 blev hans bror fängslad efter rasoroligheter vilket ledde till att även Steve blev förhörd, men därefter släppt. Detta blev starten på hans motstånd mot vit överhöghet. 1964 började han 18 år gammal på en privat katolsk skola. Han fann mening i kristna principer, men som en vältalig ung man fortsatte han att kritisera hur vita influerade över hur sydafrikaner tänkte och såg på framtiden.
Den Nationella Sydafrikanska Studentföreningen National Union of South African Students (NUSAS), ansåg att lösningen på rasism och apartheid var genom att blanda alla etniska grupper. NUSAS kritiserade uttalat apartheid-politiken och hade på många universitet, speciellt engelsktalande, många anhängare. Flera av dess vita unga ledare stödde de svartas sak och försökte skydda politiskt aktiva svarta genom att öppet uttala stöd för dem.
Biko och andra hävdade en annan linje där de icke-vitas identitet skulle stärkas, bland annat genom en egen studentorganisation, och menade att alla förhållanden med vita ledde till apartheid lika mycket på grund av alla parter. Som han uttryckte det:
| ” | Även idag anklagas vi för rasism. Detta är ett misstag. Vi vet att alla förhållanden mellan vita och svarta i Sydafrika är förhållanden där vita är värda mer och svarta är värda mindre. Så först måste de vita fås att förstå att de bara är människor, inte värda mer. Samma sak med svarta. De måste fås att förstå att de också är människor, inte värda mindre. | „ |

Han deltog därför mycket aktivt i bildandet av egen organisation för icke-vita, Sydafrikanska Studenters Organisation, South Afrikan Students' Organization (SASO), och blev 1968 vald till dess första ordförande.
SASO:s syn attraherade så många unga som anslöt sig, att apartheidregimen så småningom såg SASO och dess ledare som ett hot. Regimen förbjöd därför i mars 1973 Biko att tala till fler än en människa åt gången. Det blev även förbjudet för andra att citera något han sagt eller överhuvudtaget ens nämna honom. Han fick heller inte lämna King Williams Town, och därmed hålla sig långt borta ifrån politik. Biko fortsatte emellertid ändå att besöka politiska möten.
Biko hade fyra barn varav den yngste, sonen Hlumelo, föddes 1978 efter Bikos död. Hlumelo Biko är filosofie magister i internationell handelsrätt och filosofie kandidat i historia och politik. Hlumelo betyder ungefär Skottet som gror från en död trädgren. Hlumelos mor, läkaren Mamphela Ramphele, grundade i februari 2013 partiet Agang, ett utmanarparti till det regerande ANC. 
Steve Biko blev postumt vald till hedersordförande i BPC, Black People's Convention, en organisation han varit förbjuden att vara medlem i under sin levnad. Han hade dock ändå varit aktiv i organisationen och sågs som en av dess ledare.

## Dödsfall
Den 18 augusti 1977 blev han arresterad i en vägspärr enligt en antiterroristlag, men inte formellt anklagad för någon specifik brottslig gärning. Han hade månaderna innan blivit arresterad på liknande sätt fem gånger. Under de följande 20 dagarna hölls han handfängslad och naken i en cell hos säkerhetspolisen i Port Elizabeth. Han fick lämna cellen endast vid förhör och blev serverad en daglig ranson av bröd, sylt, soppa och kaffe. Enligt en polissergeant åt han lite av brödet men inget annat.
Den 7 september blev han undersökt av en läkare som efter uppmaning från en polisöverste utfärdade ett intyg att Biko inte uppvisade några tecken på allvarliga skador. Följande natt försökte polisen flera gånger på nytt förhöra Biko. Den 8 september återkom läkaren på överstens uppmaning som sa att Biko inte hade urinerat det sista dygnet samt vägrade äta. Läkaren undersökte Biko igen och bad sedan att en läkarkollega också fick undersöka Biko. Läkaren fann ingen förändring hos Biko och läkarkollegan utfrågade inte Biko. Läkarna beslutade därefter att punktera Bikos lunga och åtgärden blev utförd den 9 september. Den 10 september ville läkaren förflytta Biko till ett annat fängelsesjukhus där det fanns bättre sjukvårdsresurser. Han såg ingen risk med transporten om Biko hölls under uppsikt.
Den 11 september var Biko så svårt skadad att han gled in i koma och var nästan död när polisen lastade ombord honom, fortfarande naken, i baksidan på en Land Rover för den över etthundra mil långa färden till Pretoria som kom att ta elva timmar. Flera timmar efter ankomsten ordinerade en nyexaminerad läkare utan annan information om Biko annat än att han vägrade äta, att dropp skulle insättas. Biko avled senare på natten den 12 september ensam på golvet i sin cell. I ett uttalande sade justitieminister Jimmy Kruger att Biko hade avlidit efter att under lång tid ha hungerstrejkat, men att han personligen inte sörjde Biko. (På afrikaans: "Dit laat my koud", direkt översatt; "Det lämnar mig kall"), ett uttalande han senare tog tillbaka efter bland annat internationella påtryckningar.
Att dödsorsaken varit hungerstrejk betvivlades av många eftersom obduktionsprotokollet inte offentliggjordes. Flera sydafrikanska tidningar, mest beryktat Rand Daily Mail och reportern Helen Zille rapporterade att dödsorsaken inte alls hade varit hungerstrejk, utan att Biko istället avlidit till följd av misshandel och tortyr. Journalisten Donald Woods lyckades få Bikos skador fotograferade och bilderna publicerade i engelsk press. En medicinsk rapport av Karla Jacobsen angav att dödsorsaken varit kraftiga huvudskador.
Den 7 oktober 2003 (26 år efter dödsfallet och 9 år efter avskaffandet av apartheid) förklarade det sydafrikanska justitiedepartementet att ingen kunde ställas till svars för dödsfallet på grund av otillräckliga bevis. De förklarade att mordåtal inte kunde väckas eftersom det inte funnits några vittnen och att ingen heller kunde anklagas för vållande till annans död eller misshandel eftersom de brotten nu var preskriberade.

## Bikos begravning

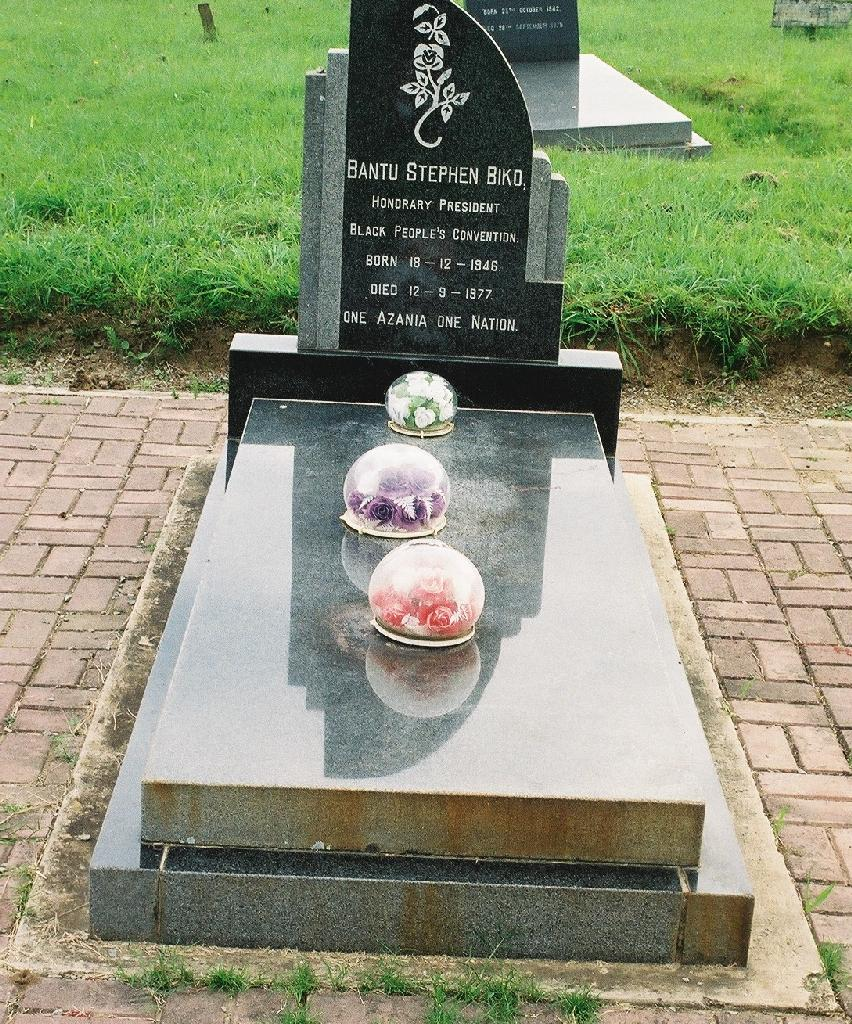
Steve Bikos grav i King Williams Town, Sydafrika.

Dödsfallet blev internationellt uppmärksammat, bland annat deltog representanter från tretton västländer vid Bikos begravning. Trots detta hindrade polis tusentals sörjande från Johannesburg, Kapstaden med flera platser att nå fram till begravningen, på grund av att som de sa, det skulle leda till laglöshet. Med maskingevär, kulsprutor och flera vägspärrar hindrade de sörjande från hela landet att nå fram till Steve Bikos begravning. En av de inbjudna talarna vid begravningen, Doktor Nthato Motlana från Johannesburg, blev stoppad på vägen och berättade sedan vid begravningen hur han med avsky bevittnat hur polisen hade kört sörjande av bussar och sedan attackerat dem med batonger. Han berättade att han själv behandlat ett trettiotal människor med skallskador och sett hur flera unga kvinnor blivit våldtagna.
Senare på dagen blev Steve Biko jordfäst på en lerig plats strax bredvid ett järnvägsspår efter en mycket lång begravning som blev lika mycket en protest mot apartheidregeringen som en begravning av en av landets mest betydelsefulla svarta ledare. Tusentals sörjande höjde knuten hand i skyn och ropade Makt! när Bikos kista nedsänktes i graven. Mer än tiotusen lyssnade sedan på eldiga talare som varnade regeringen för att Bikos död skulle mana fram ytterligare våld från de svarta i deras kamp för rättvisa.
Bikos grav är idag en minneslund på kyrkogården i stadsdelen Ginsberg i King William's Town.

## Eftermäle
De oklara omständigheterna kring dödsfallet bidrog även till den isolering och det politisk-ekonomiska tryck som omvärlden alltmer kom att utsätta apartheidregimen för. Peter Gabriel fångar detta träffande i sin sång Biko från 1980, som slutar med orden "The eyes of the world are watching now".
Bikos brev och artiklar utgavs postumt 1979 med titeln I Write What I Like. Filmen Ett rop på frihet (Richard Attenbourgh, 1987) handlar om Steven Biko och Donald Woods kamp emot apartheid i Sydafrika.
1974 blev ytterligare nio ledare för SASO, den så kallade SASO-nian, efter en över ett och ett halvt års rättegång dömda till mellan fem och tio års fängelsevistelse på ön Robben Island.

## Citat
- "Det är bättre att dö för en idé som kommer att leva, än att leva för en idé som kommer att dö."
- "En förtryckares främsta vapen är den förtrycktes inställning."
- "Med tiden kommer vi att kunna ge Sydafrika den största av gåvor - ett mänskligare ansikte."

## Tribut
Många byggnader, vägar och annat runt om i världen är uppkallade efter Steve Biko, nedan listas några exempel.
- Studentföreningens huvudbyggnad vid universitetet i Kapstaden Sydafrika bär Bikos namn.
- Campus The Oxford Road vid universitetet i Manchester, England bär hans namn liksom flera studentorganisationer runt om i Storbritannien.
- Baren vid universitet i Bradford, England bar hans namn tills den upphörde 2005.
- Studentkollektivet i Santa Barbara, USA har ett hus uppkallat efter Steve Biko avsett som en säker byggnad för svarta och färgade människor där de alltid blir behandlade med respekt.
- En gata i västra London, England heter Steve Biko Way.
- Vid universitet i Santa Cruz, USA finns en sektion med studentrum kallat Biko House.
- Akademiska sjukhuset i Pretoria döptes år 2008 om till Steve Biko Academic Hospital.
- Huset där Steve Biko föddes är klassat som sydafrikanskt nationalmonument.

## Intervju
Lyssna till en intervju med Steve Biko (engelska). (fil)